# Юренков, Юрий Николаевич
Ю́рий Никола́евич Юренко́в (род. 1 января 1946, Змеёвка, Орловская область) — советский и российский джазовый музыкант (саксофонист, флейтист).
Получил техническое образование (Куйбышевский инженерно-строительный институт, 1969), параллельно самостоятельно осваивал саксофон. Обучаясь в Куйбышеве (ныне Самаре), играл в студенческом биг-бэнде под управлением Льва Бекасова, а в 1967 году организовал джаз-ансамбль «Волга», с которым выступал на ряде фестивалей.
В 1970 году переехал в Москву, где три года работал в эстрадном оркестре Москонцерта (в т.ч. под руководством Эдди Рознера), затем год (1973-1974) г.г. в биг-бэнде «Вечерний Арбат» под управлением Владислава Кадерского. В 1975-1978 г.г. возглавлял один из коллективов в Московском объединении музыкальных ансамблей (МОМА). В 1978 году вошёл в первый состав камерного ансамбля Германа Лукьянова «Каданс», с которым активно записывался для всесоюзной фирмы грамзаписи «Мелодия» и выступал на фестивалях, в том числе за рубежом («Jazz Jamboree» в Польше, «North Sea Jazz Festival» в Нидерландах). Работа Юренкова в этом коллективе оценивалась критиками как «талантливая пропаганда идей Орнетта Коулмана». 
В 1980 году, уже будучи успешным профессиональным музыкантом, получил средне-специальное образование во 2-м Московском областном музыкальном училище по классу саксофона.
Избранная дискография:
- 1979: «Джаз-78. По Страницам VI Московского Фестиваля Советской Джазовой Музыки. Вторая Пластинка» (Мелодия, С60-11979-80): сборник, в составе ансамбля «Каданс»
- 1982: Московский камерный джаз-ансамбль «Каданс» под руководством Г. Лукьянова — «Иванушка-дурачок"» (Мелодия, C60-17435-6)
- 1984: Московский камерный джаз-ансамбль «Каданс» — «Путь к Олимпу» (Мелодия, С60 20875 003)
- 1985: «Джаз-84. IX Московский Фестиваль Джазовой Музыки. Пластинка 2» (Мелодия, С60-22775-007): сборник, в составе ансамбля «Каданс»
- 1986: Джаз-ансамбль «Каданс» Германа Лукьянова — «Какая снежная весна» (Мелодия, С60 23901 009)